# Olympic Baseball Centre
Das Olympic Baseball Centre besteht aus zwei Baseballstadien und zwei Trainingsplätzen. Die Anlage wurde für die Olympischen Sommerspiele 2004 in Athen errichtet.

## Geografie

### Geografische Lage
Das Olympic Baseball Centre liegt im Elliniko Olympic Complex, welcher auf dem Gelände des ehemaligen Flughafens Athen-Ellinikon errichtet wurde. Die Baseball-Anlage liegt 12 Kilometer südlich des Stadtzentrums von Athen, in dem Vorort Elliniko.

### Verkehrsanbindung
Die beiden Baseball-Stadien sind mit der Straßenbahn erreichbar. Die Haltestelle Elliniko wird von den Linien T3 und T5 bedient.

## Kapazität
Das Baseball-Zentrum besteht aus zwei Stadien. Das größere fasste zu den Olympischen Spielen 8700 Zuschauer, nach dem Umbau zum Fußballstadion 4000 Zuschauer. Das kleinere Stadion hatte 2100 Plätze. Während der Olympischen Spiele war die Zuschauerkapazität jedoch auf 6700 bzw. 3300 begrenzt.

## Geschichte
Das Olympic Baseball Centre wurde für die Olympischen Sommerspiele 2004 errichtet. Die Bauarbeiten wurden am 27. Februar 2004 beendet, die Eröffnung fand kurz vor den Spielen am 12. August 2004 statt.
Das Olympic Baseball Centre war Schauplatz der Baseball-Bewerbe der Olympischen Sommerspiele 2004. Nach den Olympischen Spielen blieb die Anlage ungenutzt, zwischenzeitlich wurden die Tribünen des kleineren Feldes abgebaut.
Im Jahr 2007 wurde das große Feld zu einem Fußballstadion mit einer Kapazität für 9000 Zuschauer umgebaut und der Fußballverein Ethnikos Piräus zog in die nun Elliniko Stadion genannte Anlage. 2014 zog der Fußballverein wieder aus dem Stadion aus, weil man sich nicht über die Konditionen einer weiteren Nutzung einig werden konnte.

## Nutzung
Nach der letzten Nutzung als Fußballstadion blieben die Baseballstadien ungenutzt und verfallen. 2016 wurde das größere Stadion als Flüchtlingsunterkunft genutzt.